# Doveton
Doveton är en del av en befolkad plats i Australien. Den ligger i kommunen Casey och delstaten Victoria, omkring 31 kilometer sydost om delstatshuvudstaden Melbourne. Antalet invånare är 7 600.
Runt Doveton är det tätbefolkat, med 591 invånare per kvadratkilometer.. Närmaste större samhälle är Endeavour Hills, nära Doveton.
Runt Doveton är det i huvudsak tätbebyggt. Genomsnittlig årsnederbörd är 1 251 millimeter. Den regnigaste månaden är maj, med i genomsnitt 154 mm nederbörd, och den torraste är januari, med 51 mm nederbörd.